# Calathea ecuadoriana
Calathea ecuadoriana  es una especie fanerógama de la familia Marantaceae, nativa de  Ecuador.   

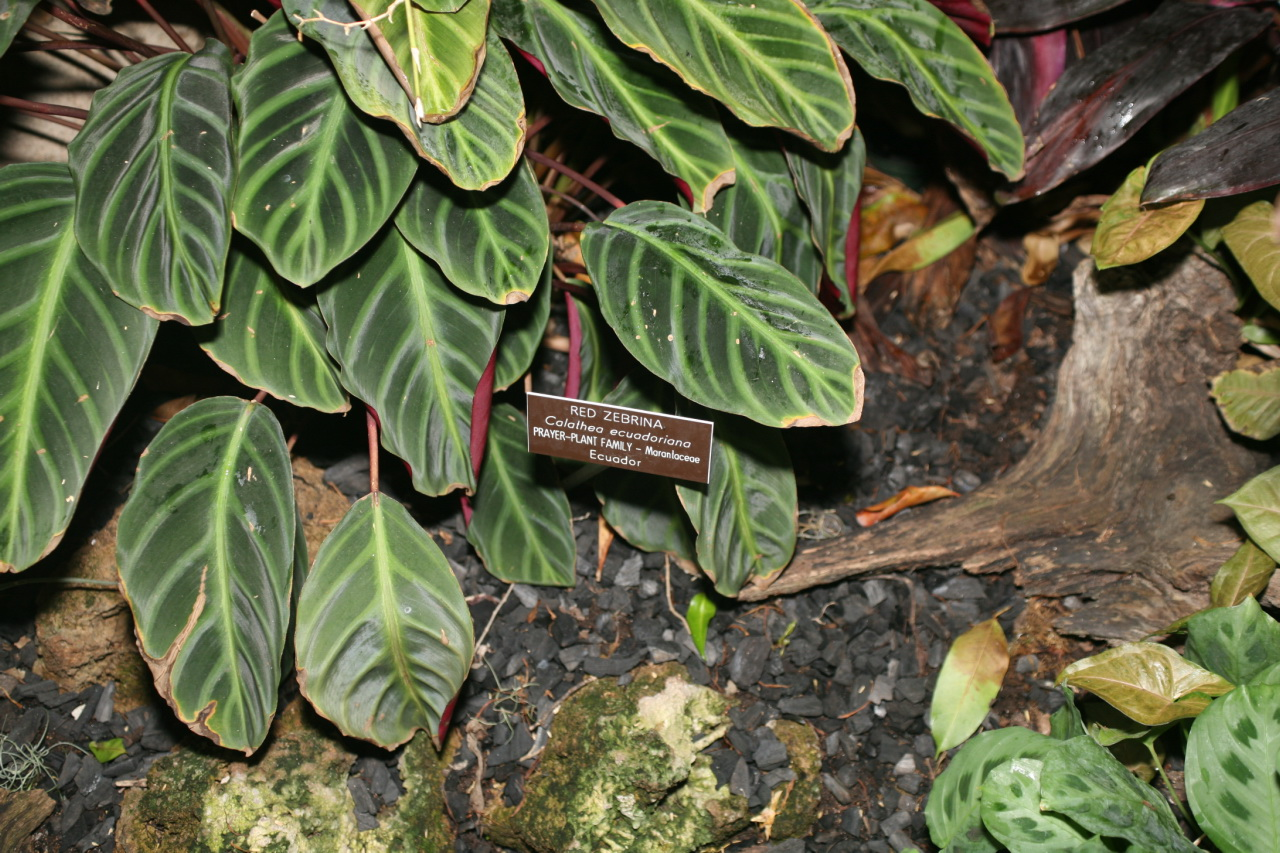
Vista de la planta

## Hábitat y ecología
Es una hierba terrestre endémica de la Amazonia de Ecuador, donde se ha recogido en al menos ocho poblaciones. Conocido desde el Parque nacional Sumaco Napo-Galeras, alrededor de Tena, y en el Cantón Pastaza. La población en la Reserva Ecológica de Limoncocha se compone de individuos cultivados a partir de la población de Sarayacu. Puede ocurrir en hábitats similares en el Parque nacional Yasuní. Aparte de la destrucción del hábitat, no se conocen amenazas específicas.

## Taxonomía
Calathea ecuadoriana fue descrita por H.Kenn. y publicado en Canadian Journal of Botany 62: 15. 1984.